# Daishin女子アイスホッケークラブ
Daishin女子アイスホッケークラブ（ダイシンじょしアイスホッケークラブ）は、日本の女子アイスホッケーチーム。北海道釧路市を本拠地とする。運営会社は株式会社大進スケートセンターでホームリンクは大進スケートセンター。
トップのAチームと育成のBチームの二軍制を敷いている。

## 歴史
- 1997年創部[1]。
- 2000年、全日本女子選手権Aプール昇格[1]。

## メンバー

### スタッフ
- 監督：中島谷友二朗

### 選手
GK
- 55 外崎 亜優
- 58 武藤 百々香
- 1 佐々木 葉月
- 2 熊野 華奈

DF
- 7 冨内 彩花
- 9 竹内 愛奈
- 12 堤 京香
- 18 山根 朋恵
- 23 中條 夢叶
- 27 髙橋 里茉
- 33 鈴木 日毬
- 37 小管 楓香
- 47 関 夏菜美
- 48 北村 さくら

FW
- 3 古川 凛璃菜
- 5 向山 遥
- 6 佐々木 晶梨
- 8 長岡 真鈴
- 10 石黒 亜結
- 11 小川 美憂梨
- 13 遠藤 真凜
- 14 浮田 莉沙
- 15 奥山 絢由
- 16 浮田 留衣
- 17 下向 雛
- 19 伊藤 麻琴
- 21 山本 真優
- 22 鈴木 花歩
- 24 北上 亜未
- 26 森井 希
- 28 堤 萌香
- 30 平塚 愛唯
- 32 寺島 奈穂
- 35 伊藤 亜弥
- 36 幡手 柚咲
- 39 鈴木 さくら
- 40 野呂 里桜
- 41 野呂 莉里
- 51 中村 萌未